# Seekirchen am Wallersee
Seekirchen am Wallersee – miasto w Austrii, w kraju związkowym Salzburg, siedziba powiatu Salzburg-Umgebung. Według Austriackiego Urzędu Statystycznego liczyło 10257 mieszkańców (1 stycznia 2015). 

## Współpraca
Miejscowość partnerska:
- Frankenberg (Eder), Niemcy